# Médicament contrefait
Ne doit pas être confondu avec médicament falsifié.

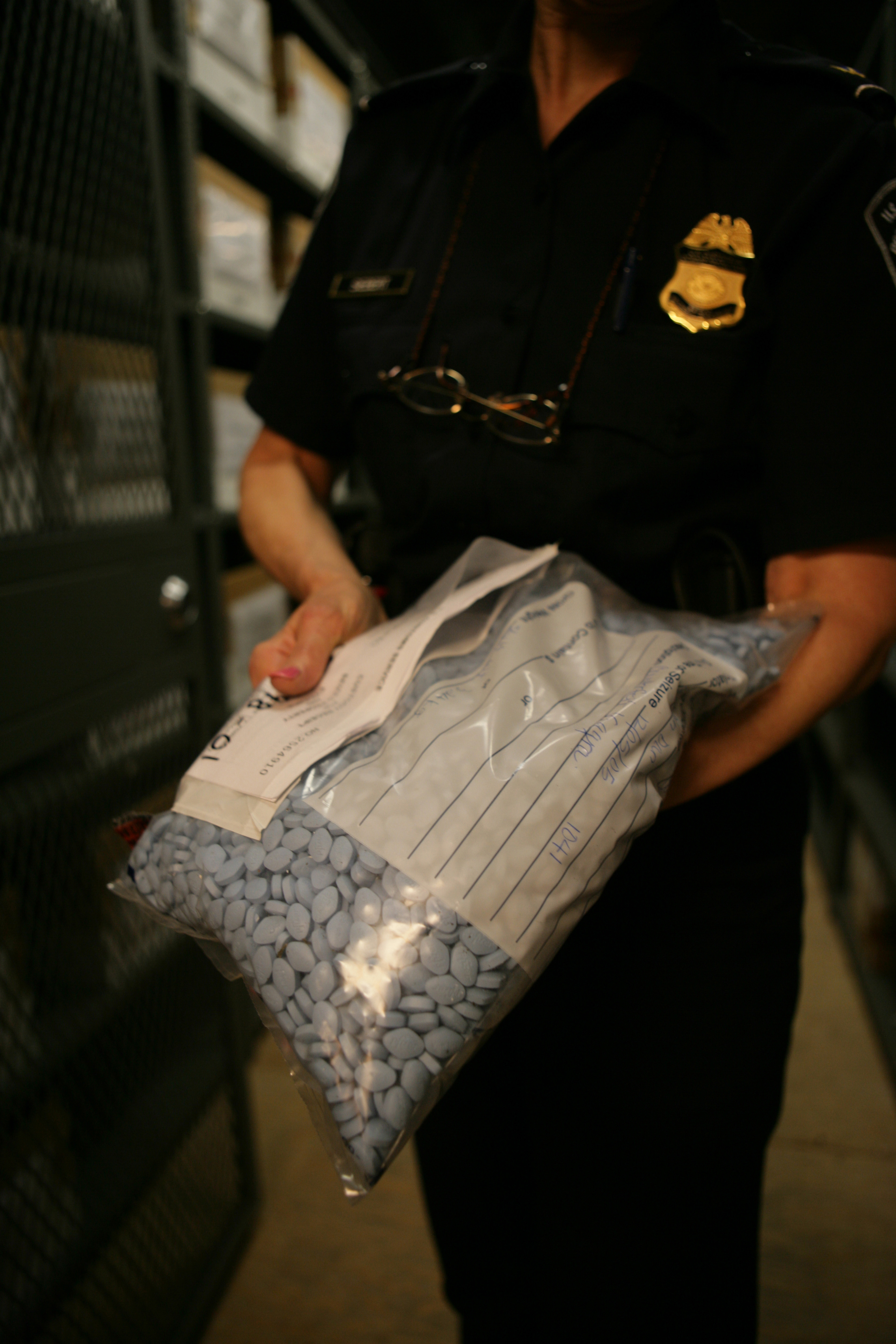
Un douanier américain présente un sac de faux comprimés de Viagra.

La contrefaçon de médicaments est un phénomène au moins en partie maffieux, et « en pleine expansion » depuis la fin des années 1990, notamment sur l'Internet, dans certains pays en développement et notamment en Afrique.
La contrefaçon de médicament représente un marché mondial important avec un chiffre d'affaires annuel estimé à plus de 55 milliards d’euros, un médicament vendu sur dix étant faux. Selon les cas, les réseaux de production et distribution illégales sont organisés et/ou plus ou moins informels. Le nombre d'unités de faux médicament vendues se compte en centaines de millions ou milliards.

## Définitions
Plusieurs définitions complémentaires du médicament contrefait ont été données par différents organismes officiels.

### Définition de l’Organisation Mondiale de la Santé (OMS)
En 1992, un nombre important d’États Membres de l’OMS, Interpol, l’Organisation mondiale des Douanes, l’Organe international de Contrôle des Stupéfiants, la Fédération internationale de l’Industrie du Médicament, l’Organisation internationale des Unions de Consommateurs et la Fédération internationale pharmaceutique avaient approuvé la définition de travail suivante,,, :
« Un médicament contrefait est un médicament qui est délibérément et frauduleusement muni d’une étiquette n’indiquant pas son identité et/ou sa source véritable. Il peut s’agir d’une spécialité ou d’un produit générique et, parmi les produits contrefaits, il en est qui contiennent les bons ingrédients ou de mauvais ingrédients, ou bien encore pas de principe actif, et il en est d’autres où le principe actif est en quantité insuffisante ou dont le conditionnement a été falsifié. »

### Définition du groupe IMPACT
Le groupe spécial international anti-contrefaçon de produits médicaux (International Medical Products Anti-Counterfeiting Taskforce ou IMPACT), dont le Secrétariat est assuré par l’OMS, a proposé une définition élargie aux produits de santé contrefait lors de sa réunion annuelle, tenue à Hammamet (Tunisie) du 3 au 5 décembre 2008 : 
« Un produit de santé est contrefait lorsqu’il y a une fausse représentation de son identité et/ou de sa source. Cela s’applique au produit, à son conditionnement ou à toute autre information concernant l’emballage ou l’étiquetage. La contrefaçon peut s’appliquer à des spécialités ou à des produits génériques. Les produits contrefaits peuvent être des produits contenant les bons ingrédients/composants ou de mauvais ingrédients/composants, pas de principe actif ou un principe actif en quantité insuffisante ou encore des produits dont le conditionnement a été falsifié. »

Par ailleurs, le groupe IMPACT apporte des limites à la définition de « médicament contrefait » :
« Il ne faut pas assimiler les violations de brevets ou les litiges concernant des brevets à la contrefaçon de produits médicaux. Les produits médicaux (génériques ou spécialités) dont la commercialisation n’est pas autorisée dans un pays donné mais l’est ailleurs ne sont pas considérés comme produits contrefaits. Il ne faut pas assimiler les lots ne répondant pas aux normes, les défauts de qualité ou le non-respect des bonnes pratiques de fabrication ou de distribution des produits médicaux à des cas de contrefaçon. »

### Définition du Conseil de l'Europe
La Convention Médicrime du Conseil de l'Europe définit le « produit médical contrefait » comme :
« Un produit qui est présenté d'une manière trompeuse, par exemple au niveau de son étiquette ou de son emballage, avec des indications mensongères et frauduleuses quant à son identité, et/ou sa source. »
Cette définition inclut des vrais médicaments vendus pour des effets réels, mais vendus pour une indication non autorisée, en mettant donc souvent le patient en danger, par exemple avec le « scandale de l'Ozempic (sémaglutide)», un antidiabétique, qui ralentit aussi la vidange de l'estomac, de plus en plus vanté au début des années 2020 par divers influenceurs sur les réseaux sociaux (sur TikTok notamment) comme coupe-faim ; le mot-clé #Ozempic a ainsi dépassé 500 millions de vues sur ce réseau social, alors même que l'Agence nationale de sécurité du médicament (ANSM) alertait sur la pénurie induite de ce médicament pour les vrais malades (diabétiques) et sur « des risques d'affections biliaires ou pancréatiques, de cancer de la thyroïde » (et peut-être d'un risque accru d'idées suicidaires et d'automutilation) en cas d'usage comme coupe-faim.

## La lutte contre la contrefaçon
Elle passe par la sécurisation des systèmes d'information relatifs aux médicaments et à la chaine pharmaceutique ; et en particulier au pilotage des flux dans les chaînes logistiques de livraison de ces derniers,,,, notamment grâce à l'intégration de la RFID. 
La détection des médicaments contrefaits, qui se fait via des enquêtes de police ou par des analyses de vérification de l'authenticité des molécules ou des allégations figurant sur l'étiquetage.
L’OMS lutte activement contre la menace de produits contrefaits depuis que la question avait été soulevée en 1998. Un groupe international spécial a été chargé d’aider les pays à renforcer leurs propres systèmes de détection et de répression : le « Groupe spécial international de lutte anti-contrefaçon de produits médicaux », en anglais : International Medical Products Anti-Counterfeiting Taskforce (IMPACT). Le secrétariat du groupe IMPACT est assuré par l'OMS.
De son côté, le Conseil de l'Europe a lancé le service eTACT, dont l'objectif est d'assurer la traçabilité des emballages de médicaments, avec la création d'un « Identifiant Unique du Médicament » (IUM).
L’expansion de ce phénomène est due au fait que la plupart des médicaments contrefaits produits sont vendus en ligne ; les médicaments sont ainsi accessibles à toute personne ayant un accès internet. 
Afin de lutter contre la contrefaçon des médicaments et démanteler de nombreuses filières criminelles, Interpol lance périodiquement des opérations de grande ampleur telles que 
- Pangea VI en juin 2013 (Pangea I avait été lancée en 2008)[24].

- Pangea VII la plus grande des opérations de ce type[25] ; qui a du 13 au 20 mai 2014 concerné 111 pays et de nombreux sites internet de vente en ligne (plus de 10 600 d'entre eux ont été fermés). Ce sont dans ce cas 9,4 millions de médicaments contrefaits ou faux et potentiellement mortels saisis dans le cadre de 1 235 enquêtes, avec « 237 arrestations à travers le monde et la saisie de médicaments potentiellement dangereux d'une valeur supérieure à 36 millions de dollars », la suppression de 19 000 publicités, sites internet de vente. Les pseudo-médicaments saisis étaient notamment des pilules amaigrissantes, des traitements contre le cancer, les troubles de l'érection, le rhume, la toux, la malaria, le cholestérol ou encore des produits dopants non autorisés et/ou dont le rapport bénéfice/risque n'est pas évalué. En France, 486 400 contrefaçons ont été à cette occasion saisies à l'aéroport de Paris-Charles-de-Gaulle. Interpol, l'Agence nationale de sécurité du médicament (ANSM), l'OCLAESP (l'Office central de lutte contre les atteintes à l'environnement et à la santé publique de la gendarmerie) et les douanes s'intéresse aussi aux fournisseurs d'accès à Internet, aux outils de paiement en ligne ainsi et de messagerie[26].

Plusieurs entreprises se sont spécialisées dans le domaine de la sécurité et de la traçabilité des produits pour lutter contre la contrefaçon. Elles proposent des solutions, telles que des marquages invisibles ou des logiciels d'encodage de l'information, permettant d'assurer l'authenticité des produits et de prévenir la fraude.